# Serhij Wassylkiwskyj

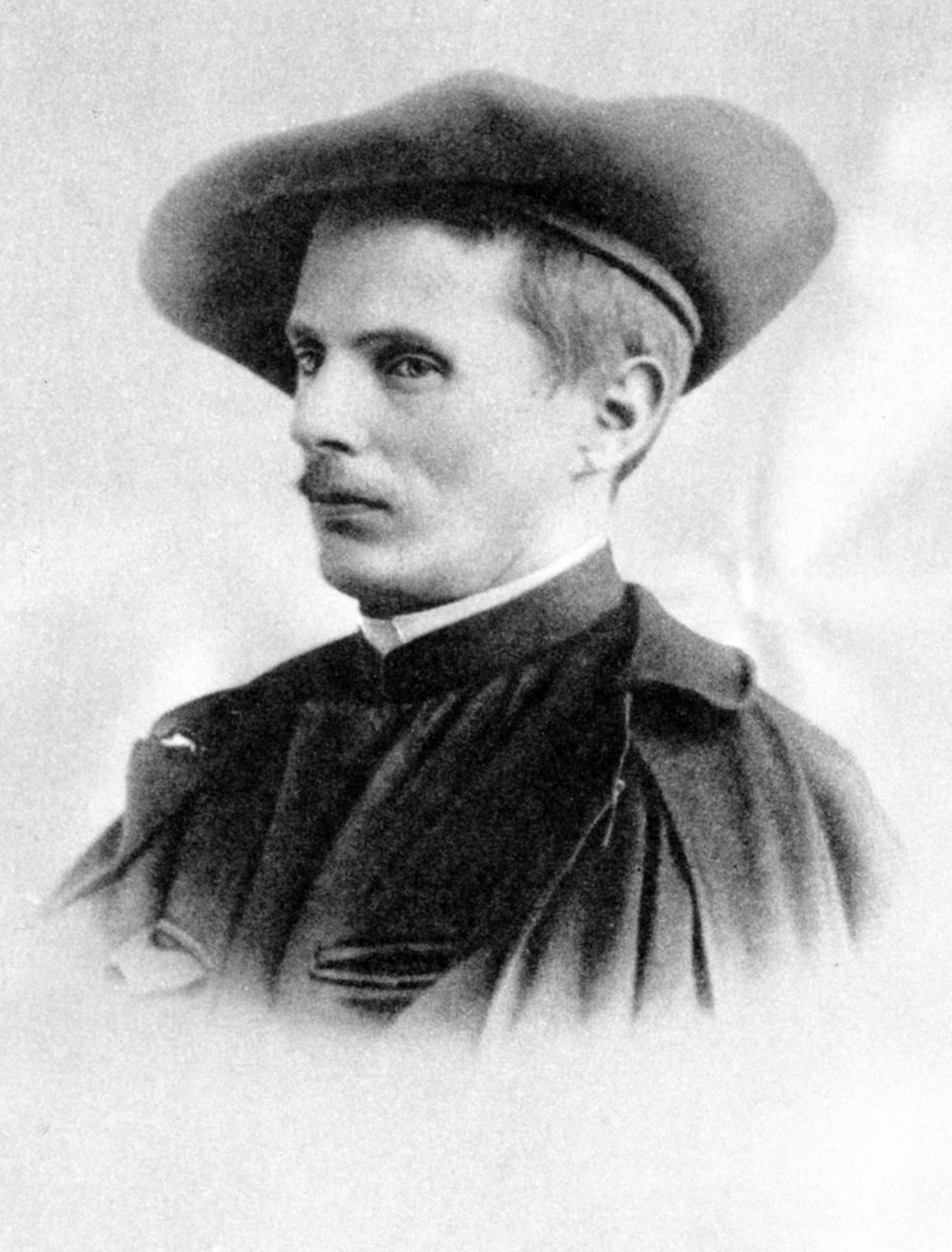
Serhij Wassylkiwskyj (etwa 1900)

Serhij Iwanowytsch Wassylkiwskyj (ukrainisch Сергій Іванович Васильківський, russisch Сергей Иванович Васильковский Sergei Iwanowitsch Wassilkowski; * 7. Oktoberjul. / 19. Oktober 1854greg. in Isjum, Gouvernement Charkow, Russisches Kaiserreich; † 24. Septemberjul. / 7. Oktober 1917greg. in Charkow, Russische Republik) war ein ukrainischer Genre- und Landschaftsmaler sowie Kunstwissenschaftler.

## Leben
Serhij Wassylkiwskyj kam in Isjum, einer Stadt in der historischen Region der Sloboda-Ukraine in der heute ukrainischen Oblast Charkiw zur Welt. In den Jahren 1876 bis 1885 studierte er an der Kaiserlichen Akademie der Künste in Sankt Petersburg, wo er unter anderem von Michail Clodt und Wolodymyr Orlowskyj unterrichtet wurde.
Von 1886 bis 1888 vertiefte er seine Fähigkeiten in Frankreich und reiste nach England, Spanien, Italien, Südafrika und Deutschland. 1888 ließ sich 1888 in Charkiw nieder, wo er in ukrainischen Kunstkreisen aktiv war und die Architektur- und Kunstgesellschaft leitete. Er starb 1917 im Alter von 62 Jahren in Charkiw und wurde dort im Jugendpark bestattet.

## Werk
Wassylkiwskyj schuf mehr als 3000 realistische und impressionistische Gemälde, die sich durch ihre Poesie; Farbreichtum und die Integrität der Komposition kennzeichnen.
Sein Werk enthält einige Porträts (unter anderem von Taras Schewtschenko), historische Gemälde wie beispielsweise Saporoger Scharmützel mit Tataren (1892), Kosaken in der Steppe (1915) und Kosakenkampagne (1917), Genrebilder wie Kosaken und Mädchen (1894) und Markt in Poltawa (1902); sowie viele Landschaften wie die Kosakenwiese (1893), Dnepr-Auen (1896) und Entlang des Donez (1901).
Gemeinsam mit Mykola Samokysch schuf er das Album „Aus der ukrainischen Antike“ (Sankt Petersburg, 1900) und „Motive des ukrainischen Ornaments“ (Sankt Petersburg, 1912). Seine Bilder befinden sich unter anderem in der Tretjakow-Galerie (ДТГ) in Moskau und Museen in Kiew, Charkiw, Sumy und Odessa.

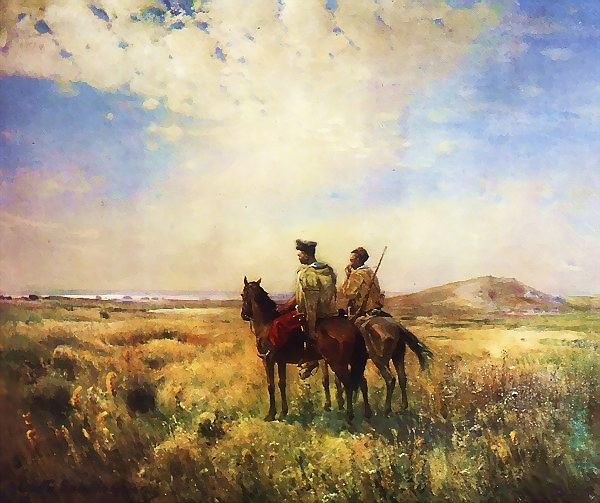
Kosaken in der Steppe, 1890; Nationales Kunstmuseum der Ukraine
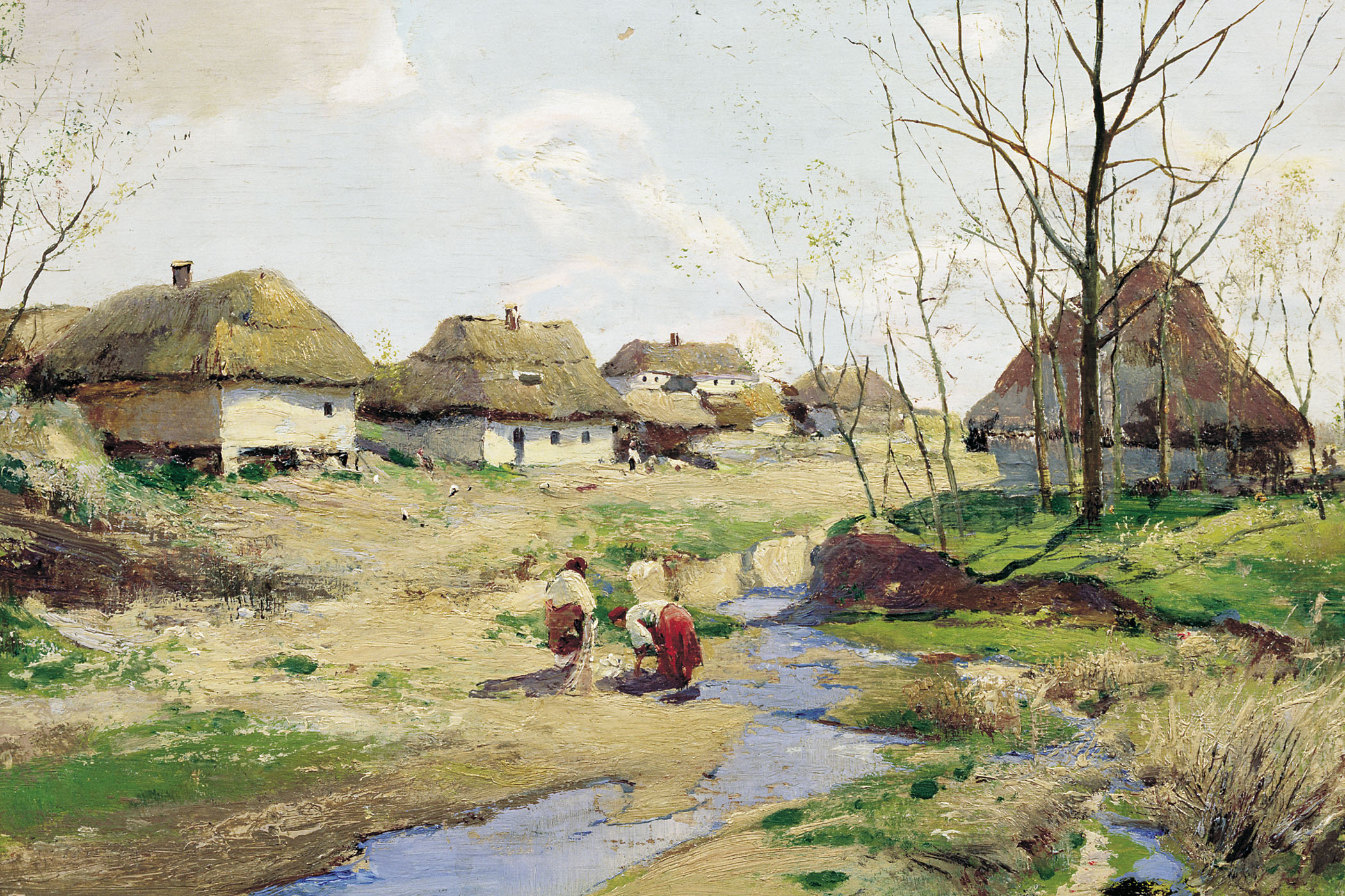
Frühlingstag in der Ukraine, 1883
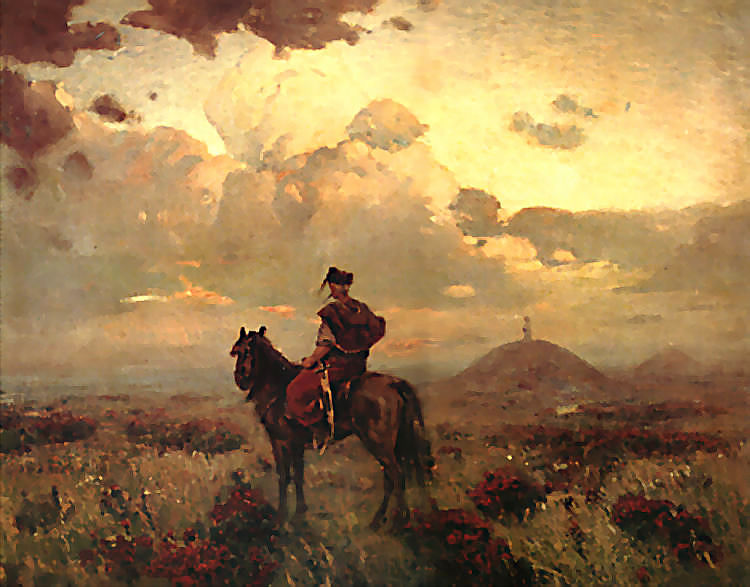
Kosak in der Steppe, vor 1917
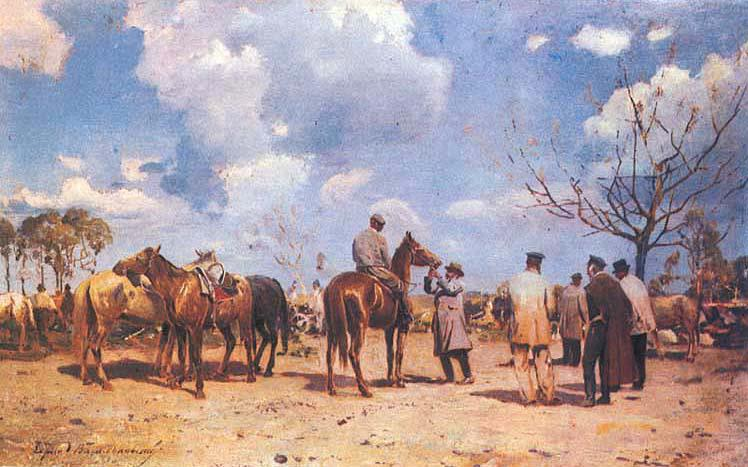
Pferdehandel in Wolhynien, 1910

## Ehrungen
- In Charkiw wurde zu seiner Erinnerung eine Gedenktafel angebracht